# Polje (żupania primorsko-gorska)
Polje – wieś w Chorwacji, w żupanii primorsko-gorskiej, w gminie Dobrinj. W 2011 roku liczyła 300 mieszkańców.